# Прямоволосник прекрасний
Прямоволосник прекрасний (Orthotrichum speciosum) — вид мохів порядку прямоволосникальних (Orthotrichales).

## Поширення
Батьківщиною є Європа, Північна Америка, Азія.
Населяє хвойні та листяні дерева, камінь; від низьких до високих (10–2000 м).

## Галерея

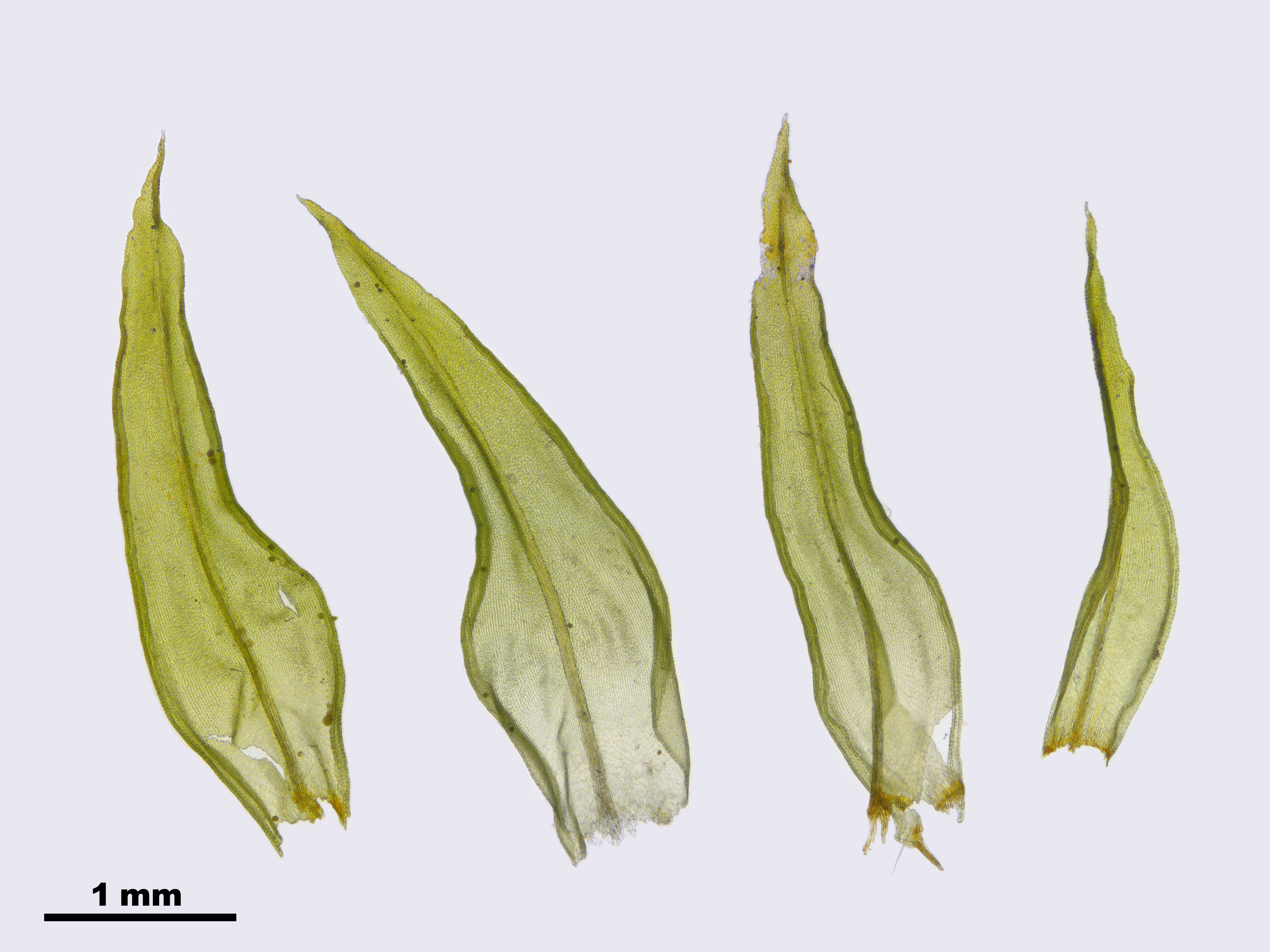
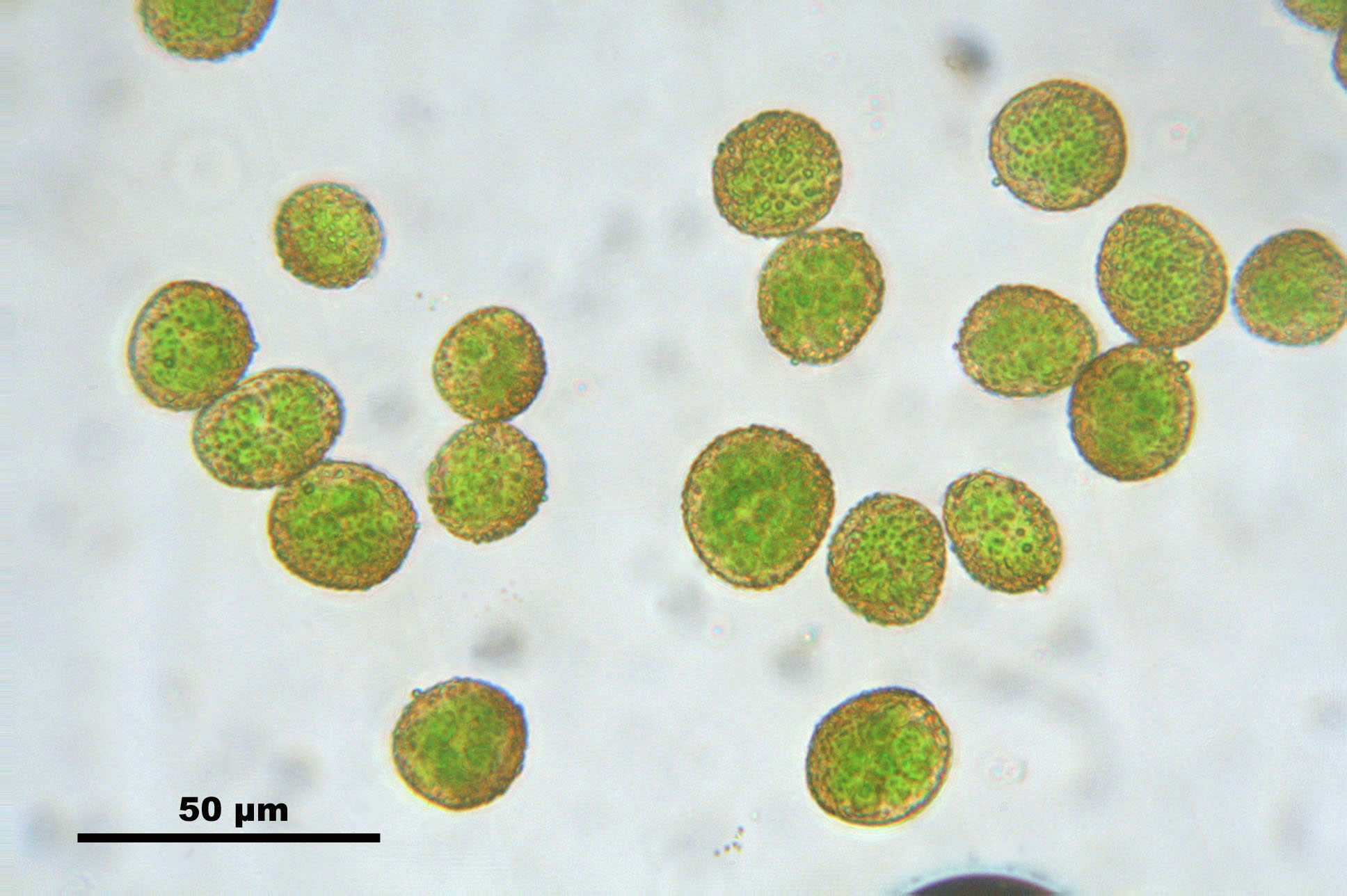

## Характеристика
Рослини 0.8–5 см. Стеблові листки в сухому стані нещільно прямовисні, зазвичай злегка зігнуті або вигнуті, від ланцетних до вузько-ланцетних, 3–4 мм; краї зігнуті майже до вершини, цілі; верхівка від загостреної до вузько-гострої. Спеціалізоване нестатеве розмноження відсутнє. Коробочкові ніжки 1–3 мм. Коробочка від циліндричної до яйцеподібно-циліндричної у зрілому стані, 1.5–2.4 мм, злегка 8-ребриста до середини коробочки. Спори 13–26 мкм.